# Andrés Andrade
Andrés Felipe Andrade Torres (Cali, 23 febbraio 1989) è un calciatore colombiano, centrocampista del Deportivo Cali e della nazionale colombiana.